# 三方五湖

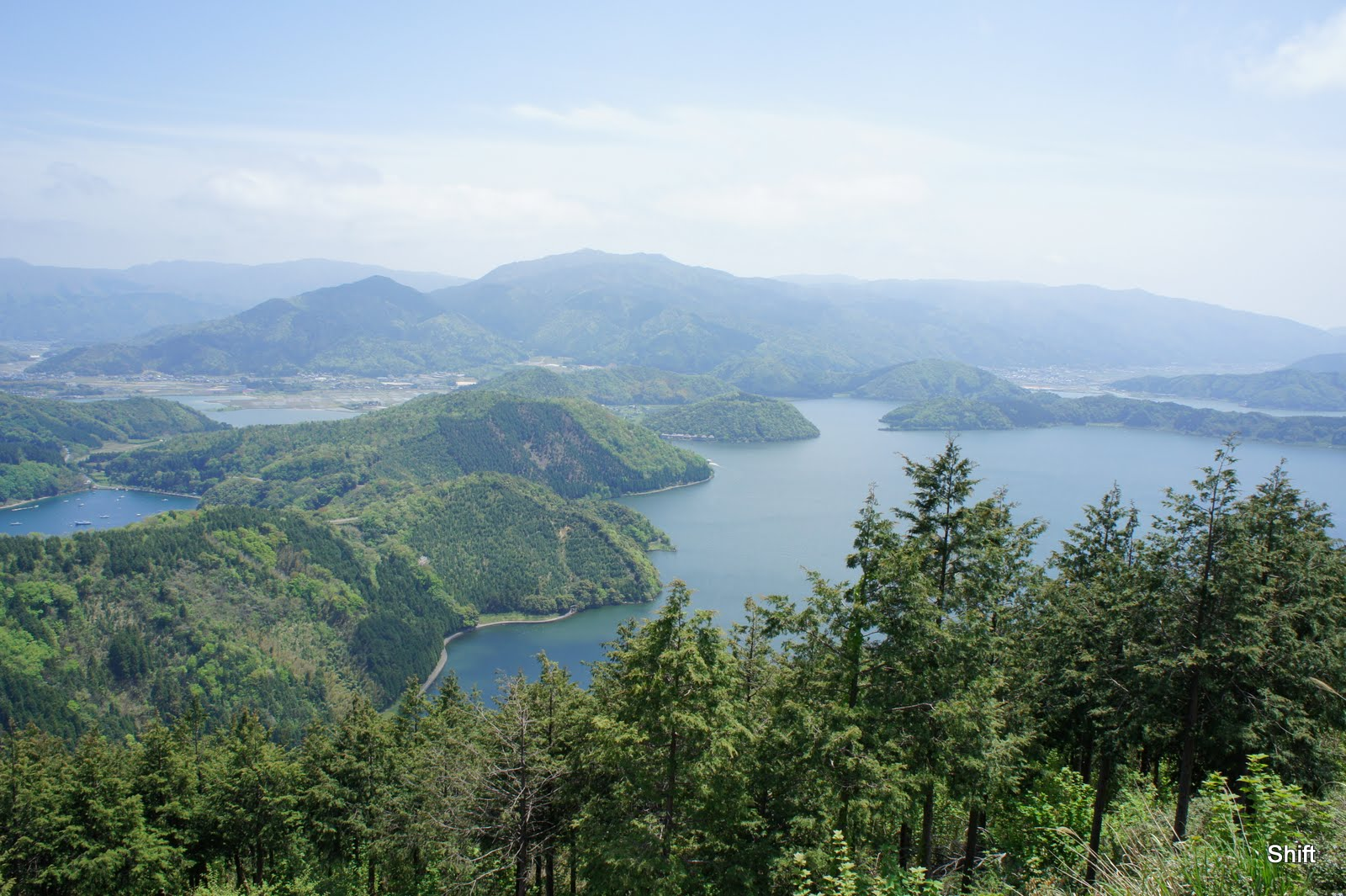
三方五湖レインボーラインから見た三方五湖

三方五湖（みかたごこ）は、福井県三方郡美浜町と同県三方上中郡若狭町にまたがって位置する5つの湖の総称。若狭湾国定公園に含まれる。
1937年（昭和12年）6月15日には国の名勝に指定された。2005年（平成17年）11月8日にはラムサール条約指定湿地に登録された。2015年（平成27年）4月24日、「海と都をつなぐ若狭の往来文化遺産群 - 御食国（みけつくに）若狭と鯖街道 - 」の構成文化財として日本遺産に認定された。

## 湖の特徴
もともと三方湖、菅湖、水月湖は内陸湖であったが、五つの湖は江戸時代に開削された水路によって結ばれている。具体的には、日向湖は「日向運河」で若狭湾（日本海）と、三方湖と菅湖とは「堀切」で、水月湖と久々子湖とは「浦見川（うらみがわ）」で、水月湖と日向湖とは「嵯峨隧道」によってつながっており、久々子湖は早瀬川で若狭湾（日本海）に通じている。
このため、五つの湖は淡水・海水・汽水とそれぞれに違った性質を持ち、また同じ汽水湖でも日本海に直接つながっている久々子湖と中間にある水月湖、奥にある菅湖ではそれぞれ海水と淡水の比率が違っている。そのため水の色も微妙に変化し、梅丈岳（三方五湖レインボーライン展望台）から見える景色は、五つの湖がそれぞれに違った青色に見える。三方五湖の周囲には梅畑が広がり、若狭広域農道には若狭梅街道という愛称が付けられている。
湖の構成を以下に示す。
|   | 名称             | 読み       | 湖沼型   | 水質 | 面積     | 深度   | 周囲     | 備考                                 |
| - | ---------------- | ---------- | -------- | ---- | -------- | ------ | -------- | ------------------------------------ |
| 1 | 三方湖           | みかたこ   | 富栄養湖 | 淡水 | 3.58 km2 | 05.8 m | 09.60 km | 南北約1.5km、東西約3km、湖面の海抜0m |
| 2 | 水月湖（英語版） | すいげつこ | 富栄養湖 | 汽水 | 4.18 km2 | 34 m   | 10.80 km | 五湖中最大の面積                     |
| 3 | 菅湖             | すがこ     | 富栄養湖 | 汽水 | 0.91 km2 | 13.0 m | 04.20 km |                                      |
| 4 | 久々子湖         | くぐしこ   | 富栄養湖 | 汽水 | 1.40 km2 | 02.5 m | 07.10 km |                                      |
| 5 | 日向湖           | ひるがこ   | 貧栄養湖 | 海水 | 0.92 km2 | 38.5 m | 04.00 km | 出典では淡水と表記されている         |

### 三方湖

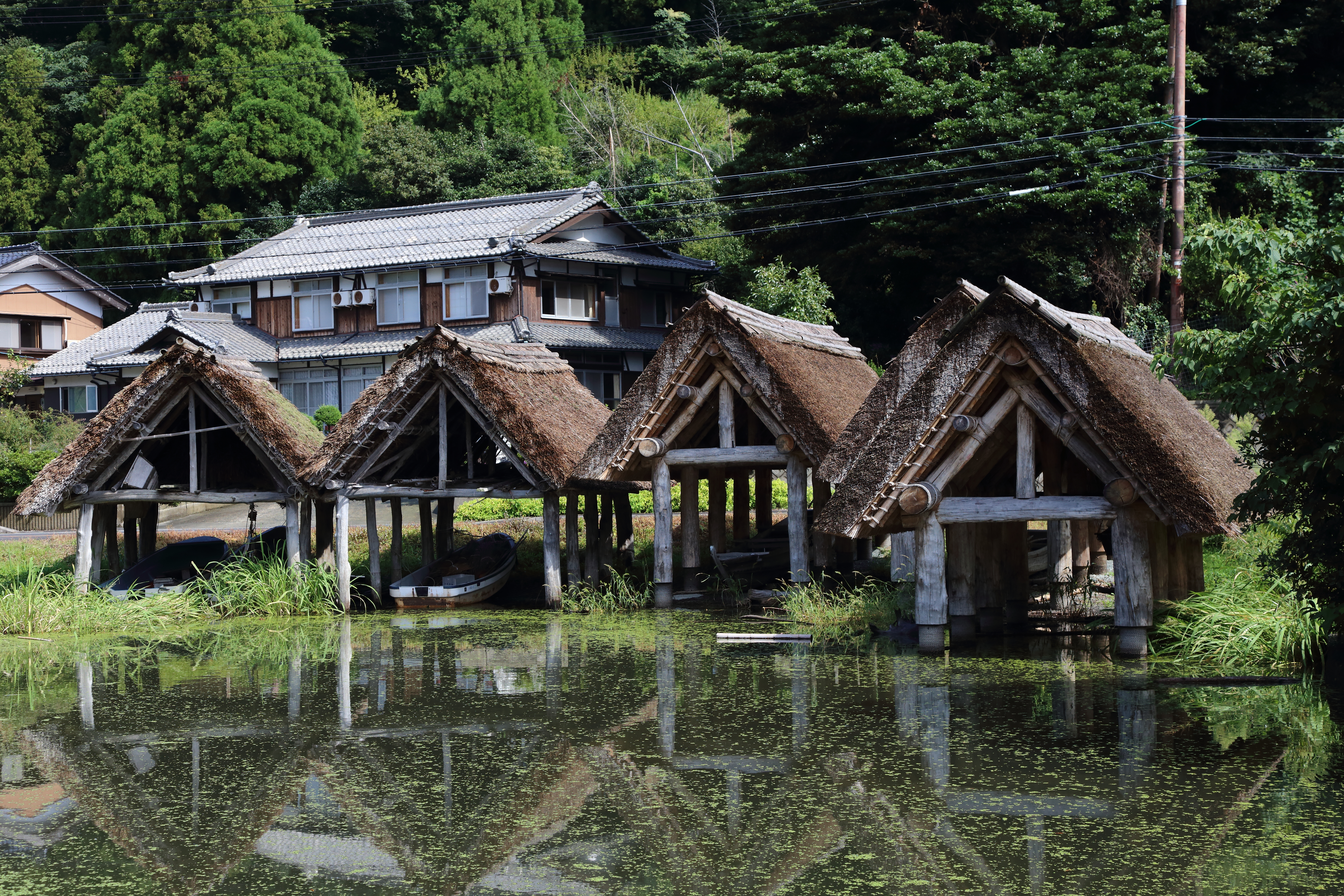
三方湖

三方五湖の中で最も南に位置し、唯一の淡水湖。鰣（はす）川、別所川、観音川、山古川、中山川が流入している。
日本列島の気候や植生を何万年前より記録しており、また、日本海の海洋環境の変化を湖底に記録しているとされる。1980年（昭和55年）11月、湖底の堆積物を採取するためのボーリングが三方湖東南部（水深1.5メートル）の北緯35度33分32秒、東経135度53分40秒の地点で行われた。採取した堆積物から花粉、珪藻などの微化石、あるいは植物遺体を検出した。過去7万年間の記録を保管していることが分かった。ボーリング地点から南に1キロほどのところに鳥浜貝塚がある。
冬期の三方湖ではたたき網漁が行われる。

### 水月湖

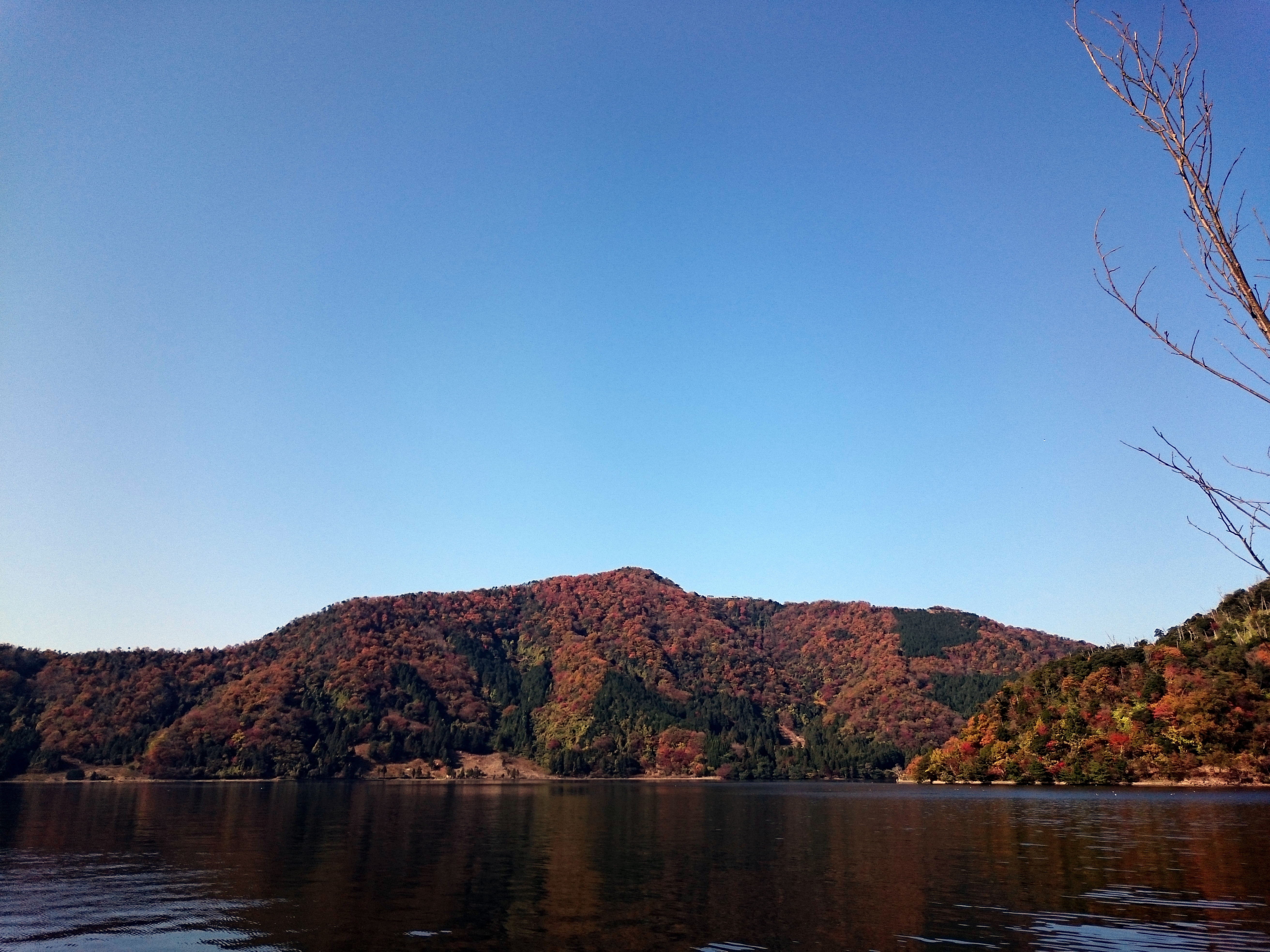
水月湖

水月湖は三方五湖、及び福井県にある自然湖の中で最大の面積をもつ二重底の湖である。湖水上部（水深0-6m）は淡水、下部（水深7-40m）は硫化水素を含む無酸素の汽水となっている。
水路工事の結果、三方湖からは淡水、久々子湖からは汽水が流れ込むようになり、淡水に比べ重い汽水は湖底に滞留するようになった。この状態で湖の表面に強風が吹いても表層の淡水が攪拌されるのみで、湖底の汽水は滞留したままである。
この結果、下部の汽水は空気に触れることが無く、表層の酸素を含んだ淡水と混じり合うことも無いために、有機物分解によって酸素が消費し尽くされてしまい、酸素の代わりに汽水中の硫酸イオンを還元して硫化水素にすることで呼吸を行う硫酸塩還元細菌の活動により、2006年時点では硫化水素を多量に含んだ無酸素状態となっている。
なお、嫌気性の下層水で最も光の強度が強い上限付近では、硫化水素を光エネルギーで単体硫黄にまで酸化させ、その時に発生するエネルギーを利用して炭酸同化を行う緑色硫黄細菌を主体とする酸素非発生型の光合成細菌が濃密に生息している。
水月湖の年縞堆積物は過去7万年の年代測定の標準時計として期待されている。水月湖の年縞堆積物に関しては年縞#水月湖の年縞を参照のこと。

### 菅湖

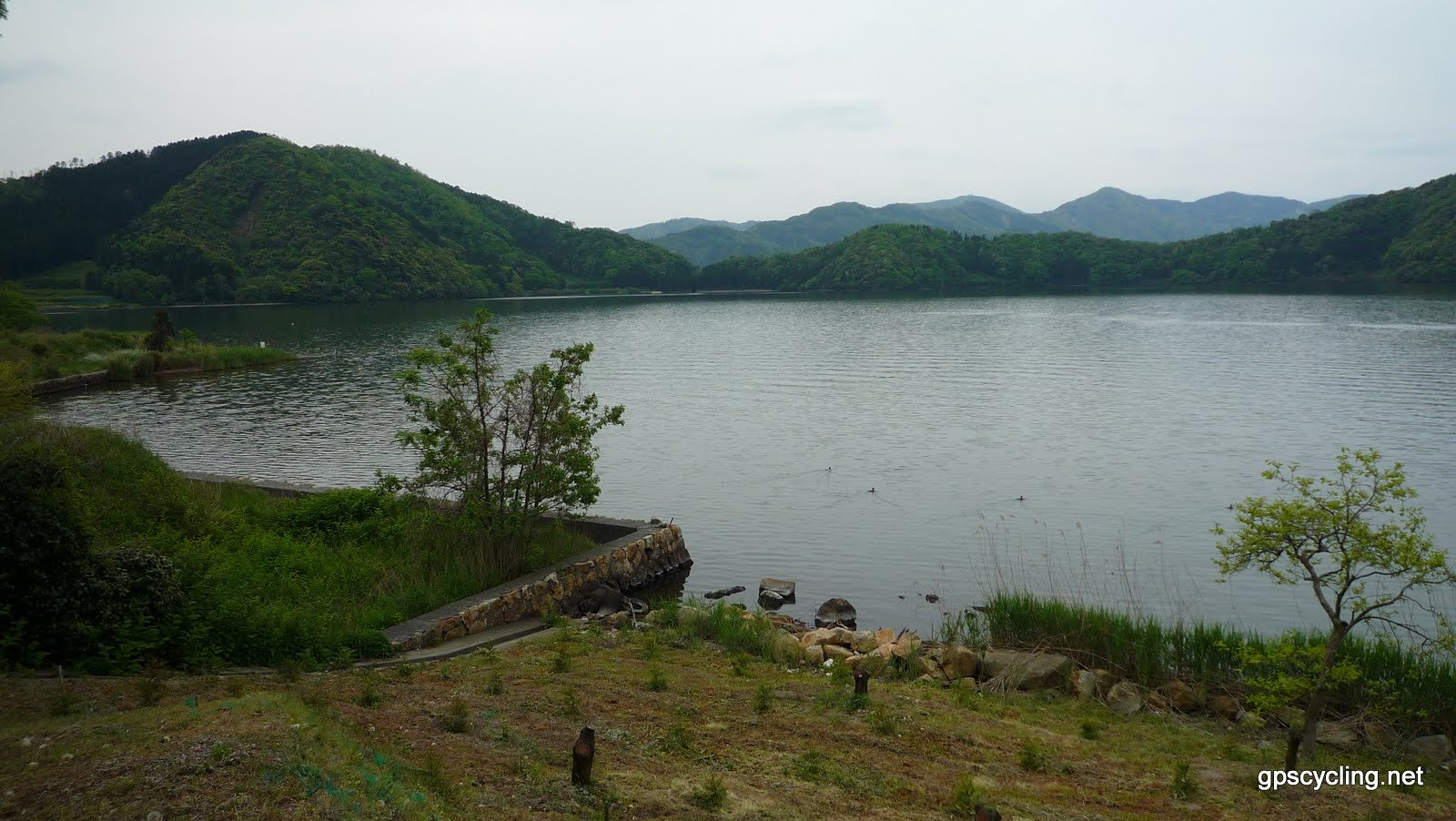
菅湖

五つの湖の中では面積が最小で北西季節風の影響を受けにくい地形に位置するため、冬には多数の野鳥が飛来する。オジロワシ、オオワシ、カモ類などが観察でき、多くのカモ類の中でトモエガモやオシドリの群れも確認できる。野鳥観察舎が設置されている。菅湖とその周辺は福井県特別鳥獣保護地区に指定されている。

### 久々子湖

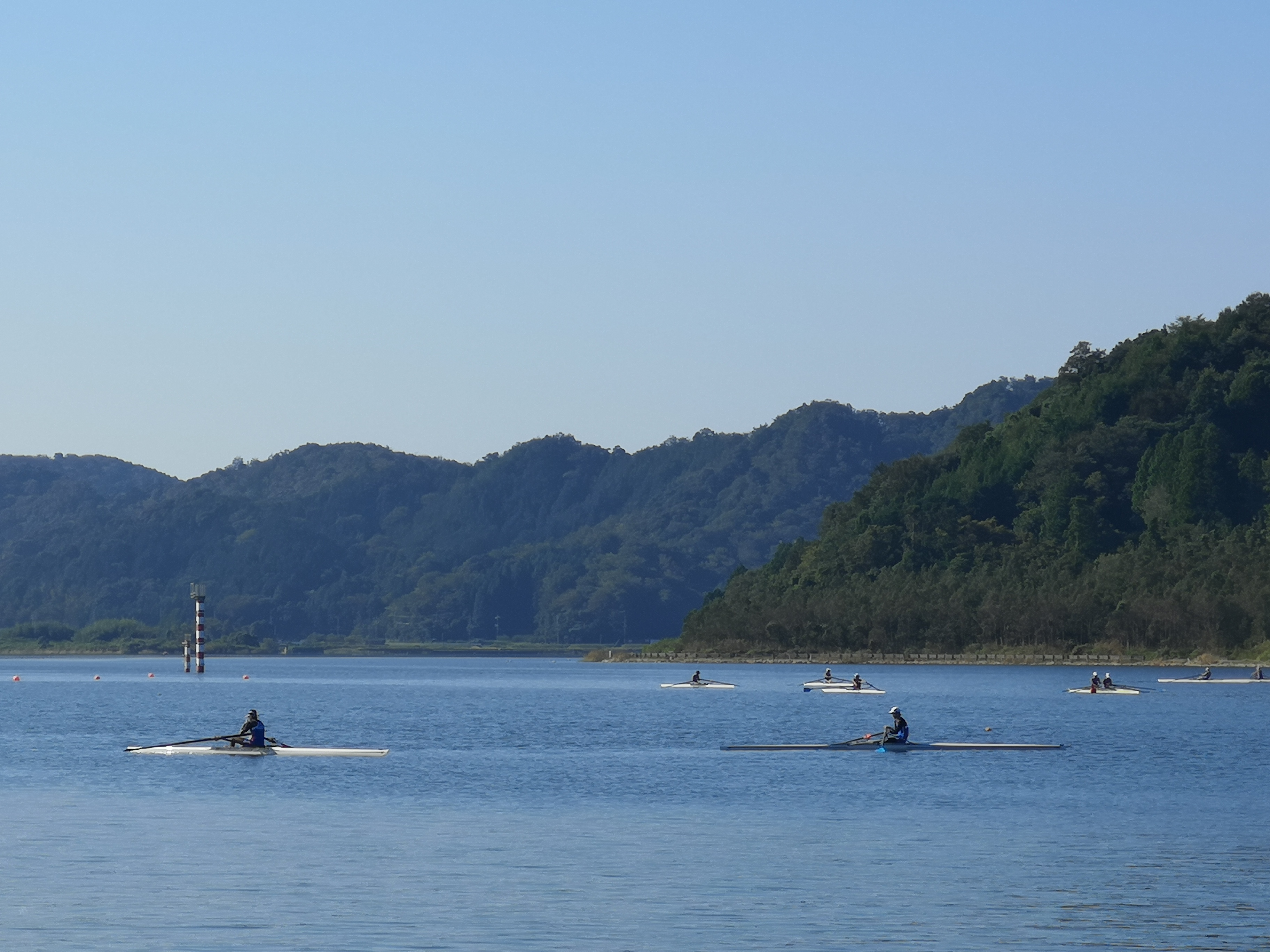
久々子湖におけるボート競技

早瀬川で若狭湾に直接通じつねに海水が流入し、三方五湖の中では最も多くの種類の魚が確認されている。
1968年（昭和43年）に福井県で開催された第23回国民体育大会をきっかけとして、久々子湖には漕艇場が設置された。美浜町立美浜中学校、福井県立美方高等学校、福井県立敦賀工業高等学校の各ボート部、関西電力ボート部が久々子湖で練習を行っている。

### 日向湖

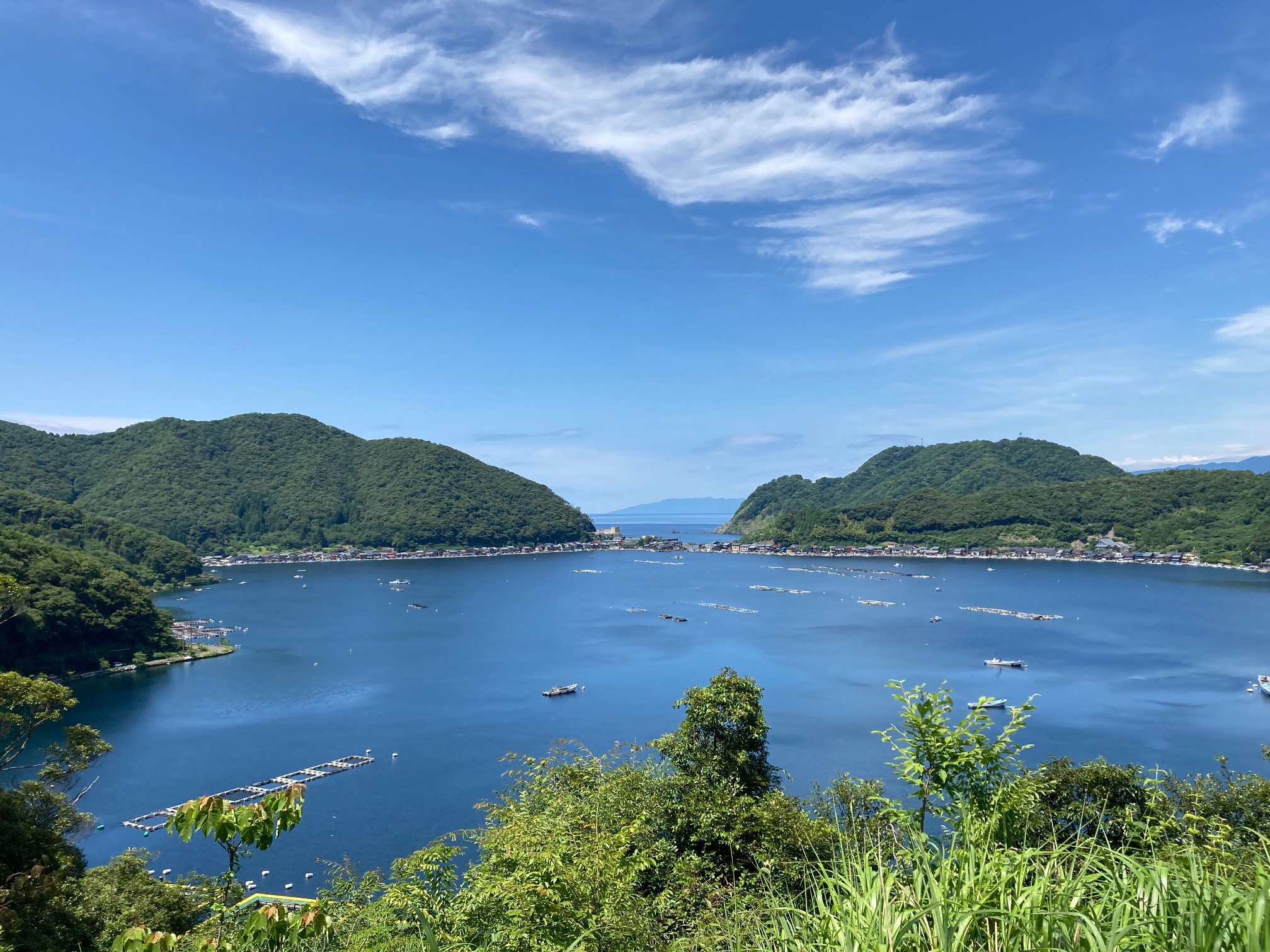
日向湖と日向集落

流入する河川がなく、日向川によって若狭湾（日本海）とつながっているため五つの湖の中では、もっとも塩分濃度が高い塩水湖である。
日向湖と若狭湾を結ぶ日向橋のたもとでは、毎年1月に「日向の綱引き行事」（水中綱引き）が行われる。疾病退散や豊漁祈願などの意味を持つ神事であり、国の選択無形民俗文化財に選択されている。日向は1985年（昭和60年）公開の映画『夜叉』（降旗康男監督、高倉健主演）の主要なロケ地となった。日向橋は1994年（平成6年）公開の映画『釣りバカ日誌7』（栗山富夫監督、西田敏行主演）のロケ地となった。

## 水路
三方五湖には水月湖と久々子湖をつなぐ浦見川と、水月湖と日向湖を結んでいる嵯峨隧道、日向湖と若狭湾をつなぐ日向運河、菅湖と三方湖をつなぐ堀切の4つの水路がある。

### 浦見川

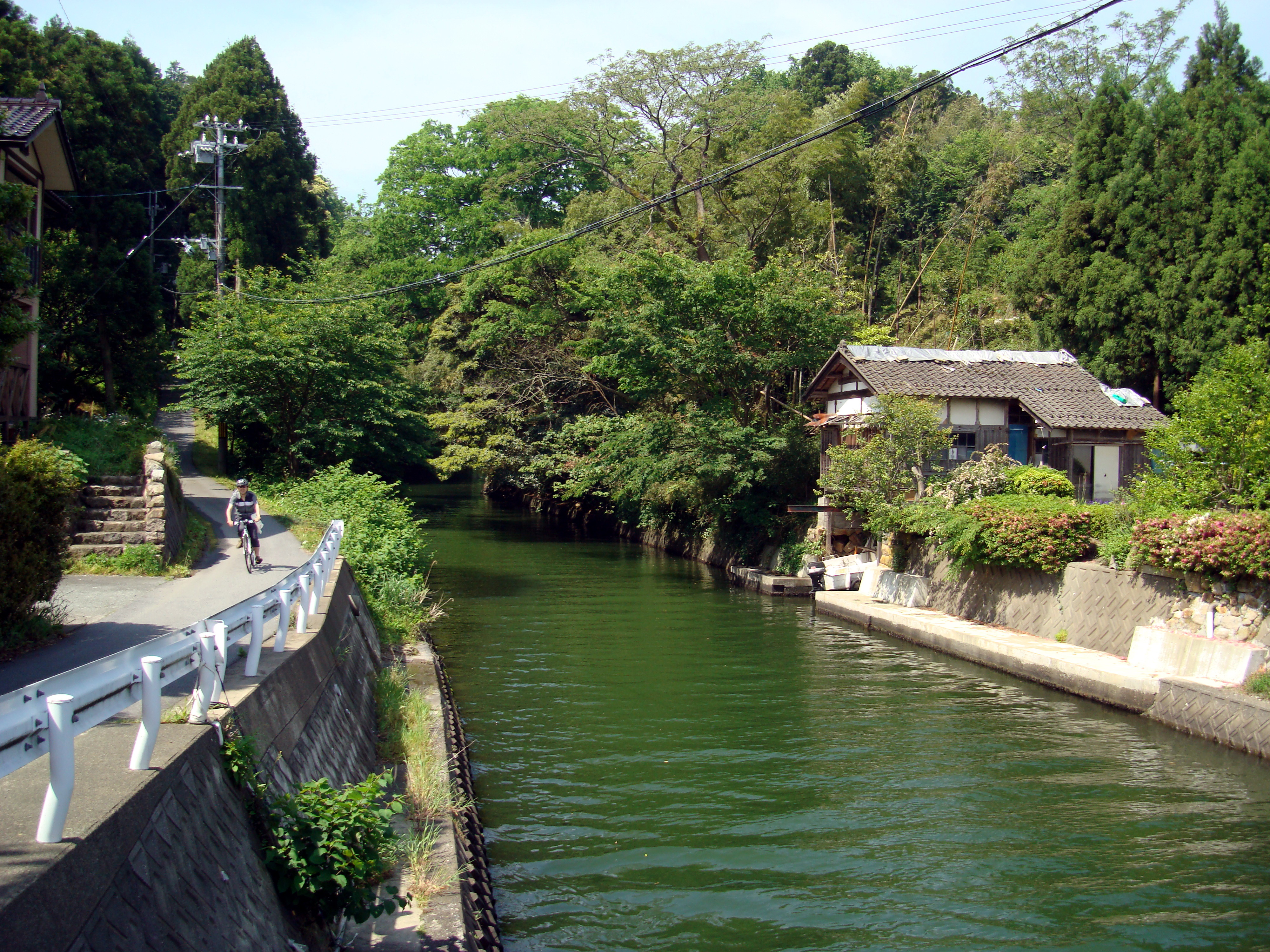
浦見川

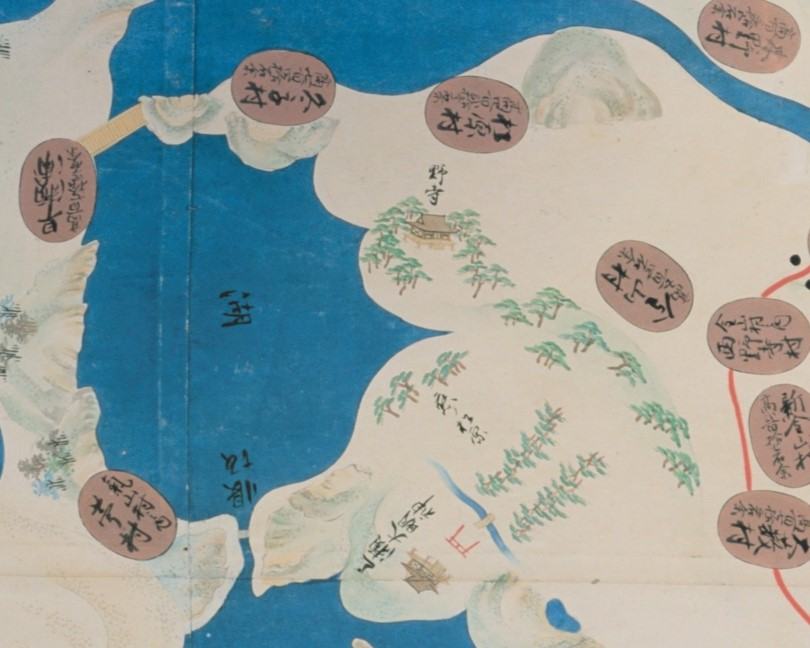
天保の国絵図に記された「恨坂」

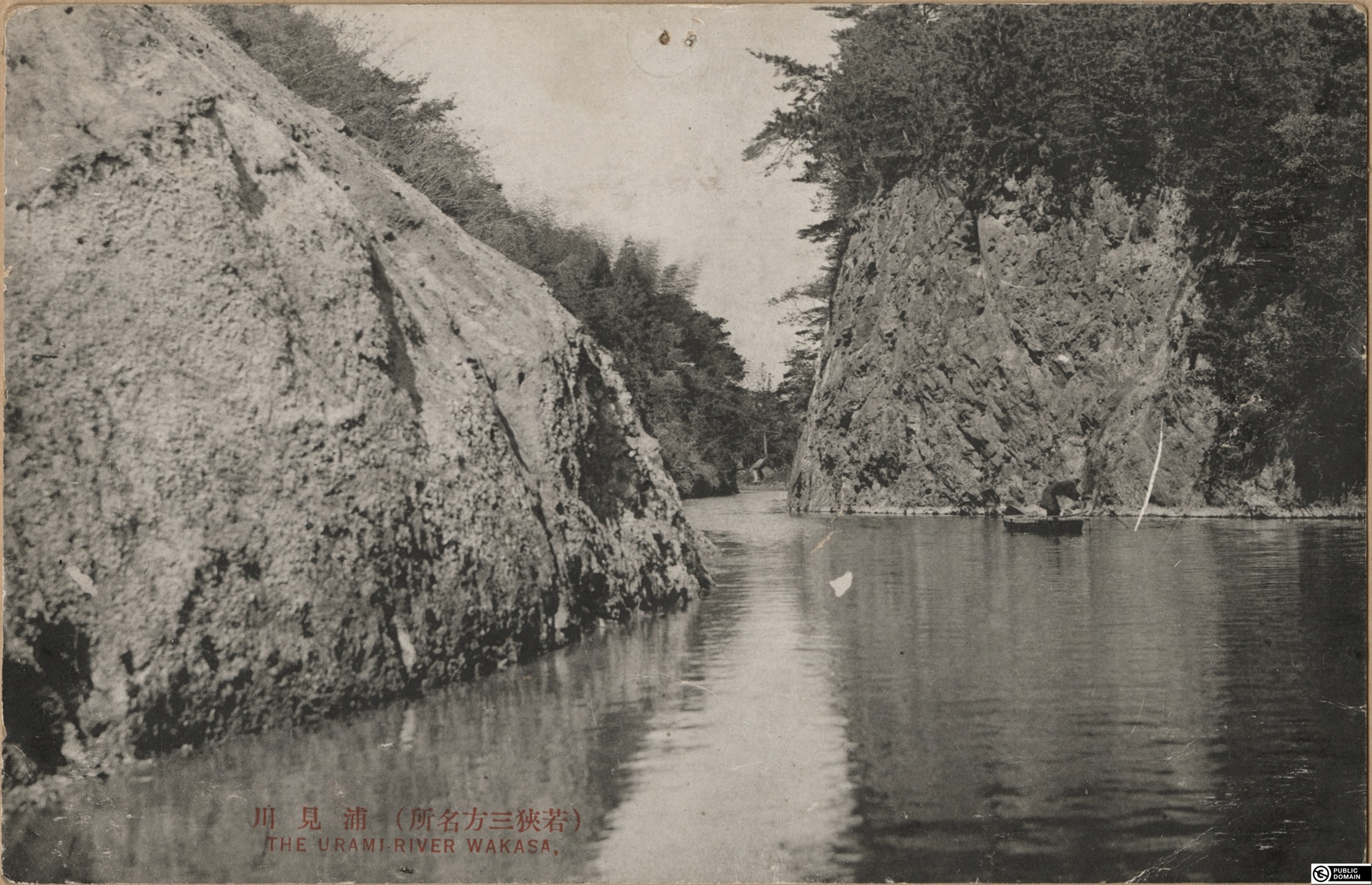
浦見川（1945年以前）

浦見川（うらみがわ）は、水月湖と久々子湖を結ぶ人工的な水路。浦見運河と表記されることもある。
寛文2年（1662年）5月1日に発生した寛文大地震では、菅湖から久々子湖に流れていた上瀬川（気山古川）の地盤が隆起して川の流れが止まり、水月湖・三方湖の水位が上昇し、湖辺の村々が水没する事態となった。寛文大地震の前年には、新田開発を目的に京都の商人によって水月湖と久々子湖の間にある「恨坂（うらみざか）」を堀抜く水路の工事が着工していたが、地震によってこの水路は崩壊してしまった。
このため小浜藩は三方郡郡奉行行方久兵衛に命じ、改めて浦見川を大規模に掘削した。総工費は銀99貫余（金1659両余）、総人夫数は22万5000人にのぼり、約2年後の寛文4年（1664年）に浦見川が完成した。これによって水月湖側の水が久々子湖に流れ出し、湖周辺に新田が作られたが、大雨になると水害が続いたため、その後も近代にかけて改修工事が繰り返された。

### 嵯峨隧道

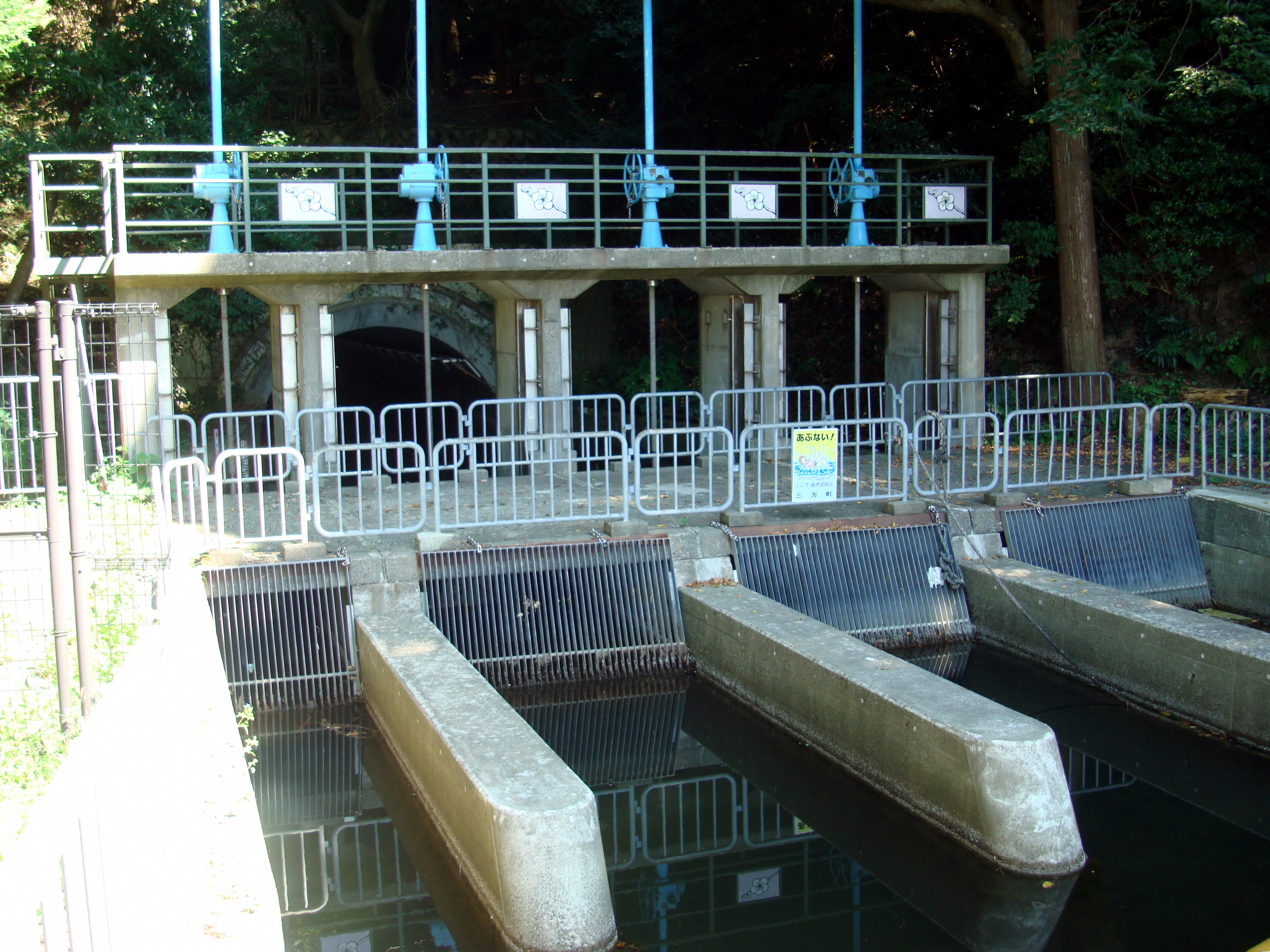
嵯峨隧道（水月湖側）

嵯峨隧道（さがずいどう）は、水月湖と日向湖を結ぶ暗渠（トンネル）の人工河川。
三方湖や水月湖の湖岸の集落や農地を湖の氾濫から守るために計画された。宝暦13年（1763年）に完成し、嘉永元年（1848年）には小舟の通行が可能となった。
水月湖側への海水の逆流を防ぐため、1939年（昭和14年）には水月湖側に木製の暫定水門が設置され、1980年（昭和55年）に改修されて現在の水門が設置された。基本的に閉ざされた状態であり、開かれることは少ない。水門を開けることによって水月湖の生態系に影響を与える可能性があり、また日向湖のいかだや釣堀の魚に深刻な影響を及ぼすからである。
1999年（平成11年）8月14日には嶺南地方を豪雨災害が襲い、三方湖を中心にして三方五湖周辺で浸水被害が発生した。この際には全ての水門を開けたが、日向湖の漁業に大きな影響が出た。

### 堀切
菅湖と三方湖の間には堀切がある。水月湖と三方湖の間に東西にのびる半島は長尾を呼ばれ「長尾堀切」と称される。掘削時期は明暦3年（1657年）以前と考えられるが、詳細は不明である。

## 流出入する河川

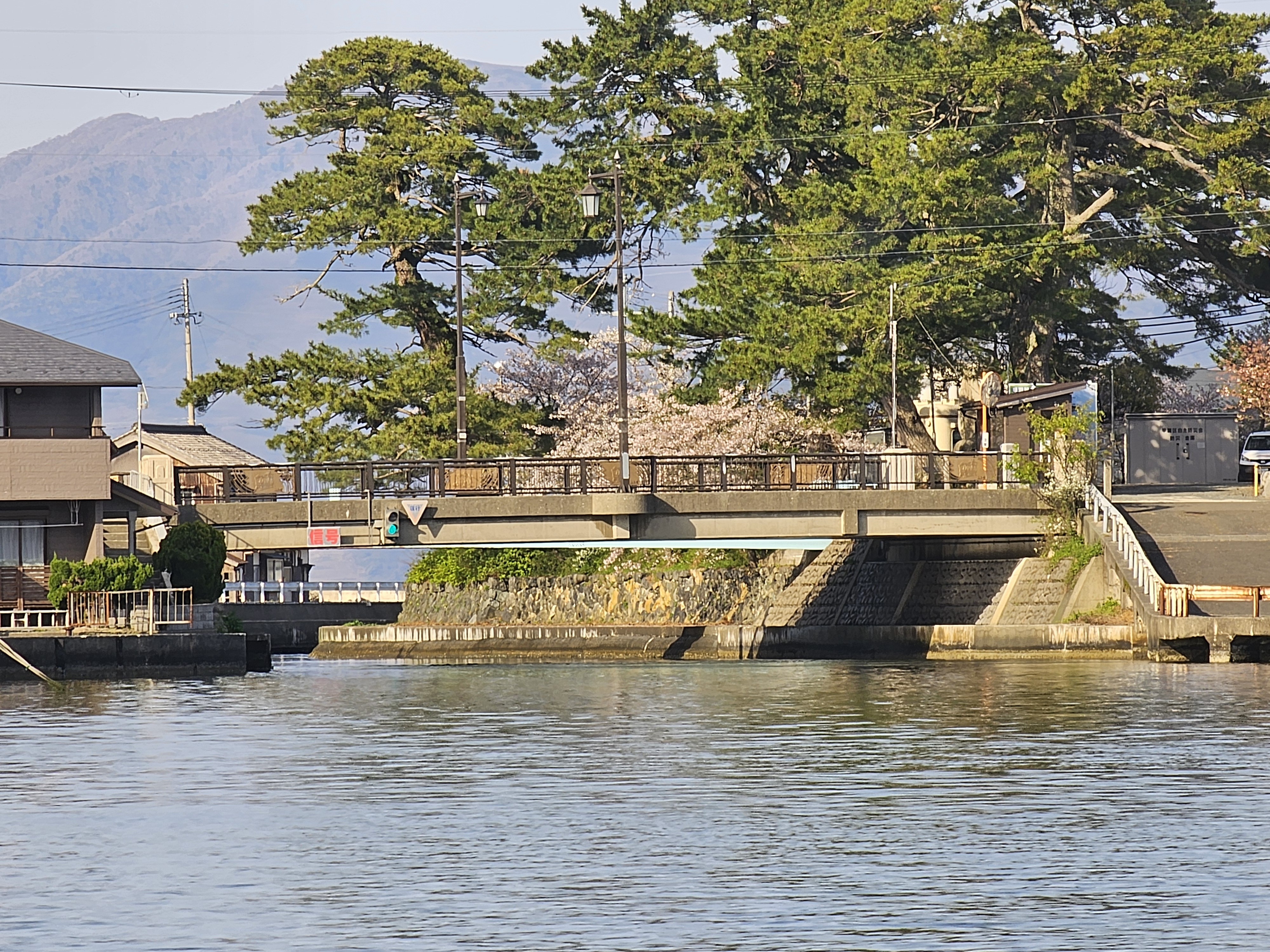
早瀬川（久々子湖側より）

日向湖を除く4湖は、久々子湖と若狭湾を結ぶ早瀬川を本川とする二級水系に属している。比較的大きな川は三方湖に流入する鰣川（はすかわ）のみである。1983年（昭和58年）以降、鰣川流域周辺では福井県営圃場整備事業が実施され、それに伴って鳥浜貝塚やユリ遺跡が発掘されている。
鰣川のほかは小さい川が多数流入している。若狭湾へ流れ出る川は早瀬川、並びに日向湖に繋がった運河のみである。

## 護岸の再生

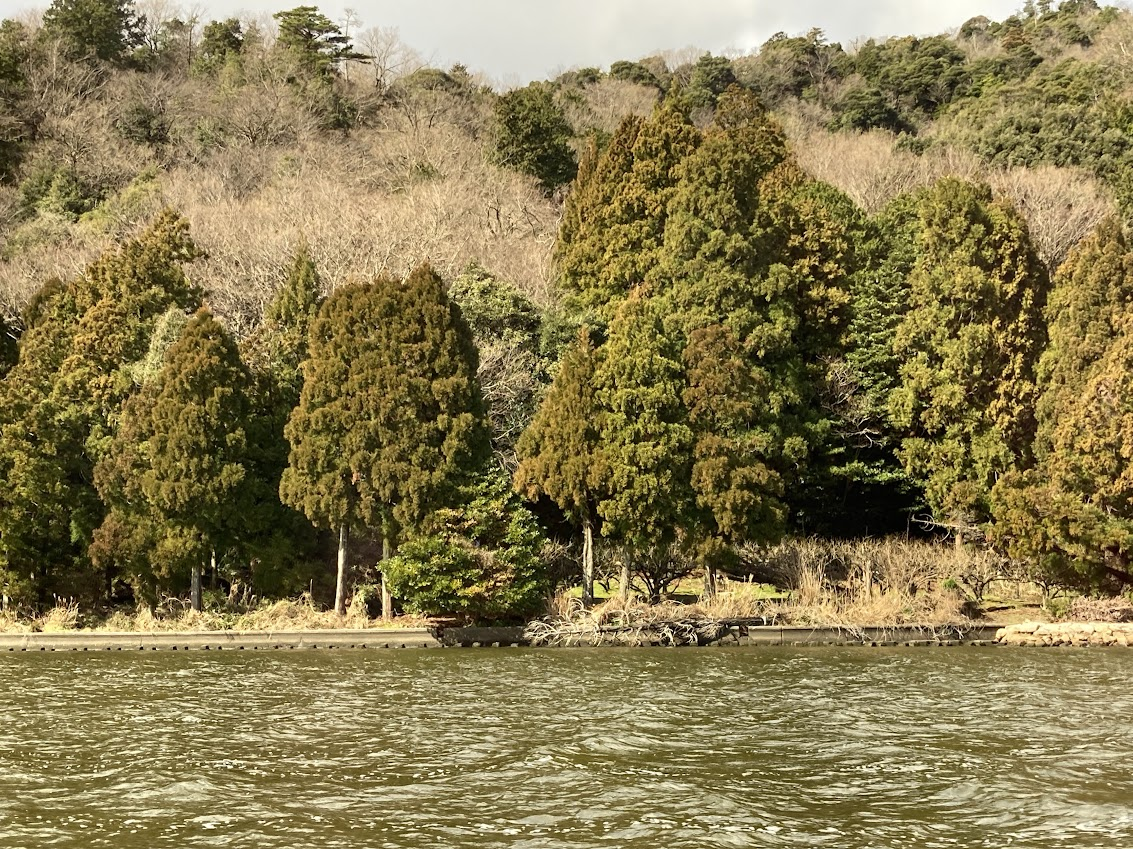
久々子湖の護岸

三方五湖は、1975年（昭和50年）頃に水質汚濁が問題となった。1975年（昭和50年）8月の台風6号により護岸石積みが壊れたため、災害から生活を守ろうと、湖の周囲は強度の高いコンクリート護岸が設置され、その結果自然の水辺が減少、さらに、外来生物の侵入といった環境の変化もあり、魚類などの生物も減少した。
そこで、2011年（平成23年）5月に自然再生推進法に基づく三方五湖自然再生協議会が設立された。ここには地元住民をはじめ、漁業者、研究者、国、県、町など様々な主体が参加し、「三方五湖自然再生全体構想」を打ち出した。
『久々子湖、水月湖、菅湖、三方湖、及びはす川等の自然護岸再生の手引き』には久々子湖における自然護岸再生モデル、水月湖・菅湖の自然護岸再生モデル、三方湖における自然護岸再生モデルを湖ごとに詳細に示している。

## 生物相
湖には、コイ、フナ、ボラ、ウナギ、エビ、ワカサギ、タモロコ、イチモンジタナゴ、ウルメイワシ、ハスなどが生息し、釣りもできる。また、野鳥の観測地としても全国的に知られ、なかでもカモ目は、マガモ、カルガモ、キンクロハジロ、ホシハジロなど10数種類・数千羽が確認されている。湖と周辺にはヨシ、マコモ、ヒシの群落があり、ミサゴ、オオワシやオジロワシなどの猛禽類も姿を見せる。

## 産業

### 漁業

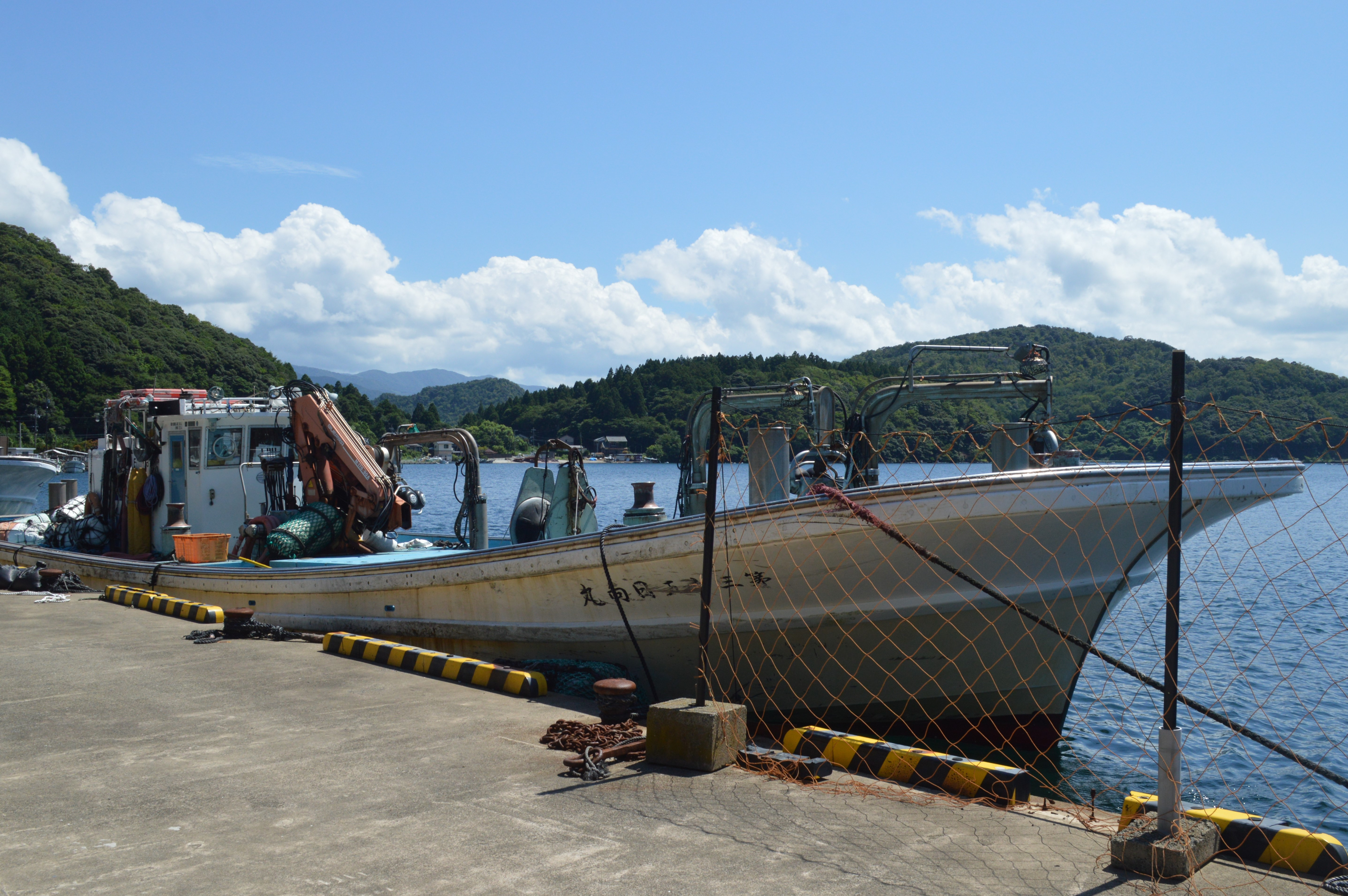
日向湖における定置網漁船

2019年（平成31年）2月、「三方五湖の汽水湖沼群漁業システム」が日本農業遺産に認定された。「塩分濃度が異なる5つの湖で、400年以上の歴史を有するたたき網漁等の獲りすぎない伝統漁法、漁獲量や漁期の申合せ、相互監視などにより豊富な生物多様性が保全されている」と評価された。世界農業遺産の認定を目指した取り組みも行われている。
ウナギ
夏季の三方五湖を象徴する漁業はウナギ漁であり、日向湖を除く全域で筒漁によって漁獲される。江戸時代初期の随筆にも三方地域の名物としてウナギが紹介されている。江戸時代の本草学の書物では三方五湖産のウナギは脂の乗りが良いとされ、「京都で一番美味な鰻」として説明されている。
シジミ
4月から11月にかけて、三方五湖では久々子湖を中心としてシジミ漁が行われる。久々子湖の他には浦見川、水月湖、菅湖などでも行われ、ヤマトシジミが漁獲される。久々子湖は砂地で泥が少なく、他地域のシジミと比べてさっぱりしているとされる。三方湖の湖岸には縄文時代の鳥浜貝塚があるが、鳥浜貝塚からもヤマトシジミが発掘されている。江戸時代には製塩に用いる土釜の材料にシジミの貝殻が用いられた。
スズキ
三方五湖ではスズキも多く生息している。春から秋にかけて日本海から三方五湖の全域に遡上し、水月湖と菅湖では延縄漁で漁獲される。江戸時代には献上品にも用いられ、明治時代の水月湖ではボラに次いで産出額の多い魚だったが、今日では市場で値が付かないため、大半が漁師メシになっている。
テナガエビ
春から秋にかけて、日向湖を除く三方五湖全域でテナガエビが漁獲される。主に柴漬け漁が用いられ、漁師メシなどとして消費される。
ボラ
冬の三方五湖ではボラが漁獲される。1881年（明治14年）における水産統計によると、三方五湖で最も生産高・売上高が大きな魚介類はボラだった。今日では市場で値が付かないため、漁師メシなどとして消費される。
フナ
12月から翌年3月にかけて、三方湖・水月湖・菅湖ではフナが漁獲される。三方湖ではたたき網漁で、水月湖と菅湖では刺し網漁が用いられ、昭和40年代までは福井県外にも出荷されていた。松江重頼の随筆『毛吹草』にはウナギやワカサギとともに三方地域の名物として紹介されている。2022年（令和4年）5月には福井県里山里海湖研究所と福井県立若狭高等学校海洋科学科の生徒らが協力し、寒ぶなの煮つけの缶詰が商品化された。
コイ
冬の湖魚の代表格はフナとコイであり、三方湖のたたき網漁などで漁獲される。鳥浜貝塚で出土した約1万3700年前の土器片にもコイ科の魚類を煮炊きした痕跡が残されている。小浜藩第7代藩主の酒井忠用は病気療養のために三方湖のフナを求めた。
ヒシ
古くから三方五湖にはヒシが自生している。縄文時代草創期からこの地域では食材となっており、江戸時代には田畑がない家における食料源となった。かつてはヒシが胃病の妙薬として重宝されていた時代もあった。三方湖の湖面の70%以上をヒシが覆う年もあり、過剰な繁茂を防ぐために計画的に刈り取られている。

### 観光業
若狭町観光船レイククルーズ
水月湖と菅湖を巡る双胴船による遊覧。所要時間は約40分。船幅と喫水の制限のため、浦見川以遠と三方湖は遊覧しない。三方五湖ジェットクルーズの運行会社が休業したため、三方五湖の遊覧はレイククルーズによる2湖のみとなった。
三方五湖ジェットクルーズ（営業終了）
浦見川と三方五湖をめぐる、ジェット船による遊覧。美浜町レークセンターから出航し、久々子湖、浦見川、菅湖、水月湖、三方湖を巡る約40分の航路である。2016年（平成28年）12月末より運休中。
美浜町レークセンター（営業終了）
福井県三方郡美浜町早瀬24-4。1965年（昭和40年）4月1日竣工。若狭美浜物産振興協会が指定管理業者となって運営していた施設。売店や食堂、三方五湖めぐり（ジェットクルーズ）の遊覧船発着場があった。遊覧船の運行再開のメドが立たないため、2017年（平成29年）6月30日に営業終了した。
美浜町レイクセンター
2023年（令和5年）4月12日にオープン。2016年（平成28年）12月末より運休していた三方五湖ジェットクルーズだが、観光関係者等から存続を望む声があり、再生可能エネルギーを活用した事業施設として、国内初の電池推進遊覧船を備えた美浜町レイクセンターが営業を開始した。しかし、電池推進遊覧船の乗客数が計画を大幅に下回って赤字となり、指定管理者の「三方五湖DMO」から指定管理の取り消しが求められ、美浜町では2024年12月末で指定管理協定を終了することとした。美浜町では新たな指定管理者を選定する方向だが、決まらない場合には町による直接運営を検討している。
三方五湖レインボーライン
三方五湖周辺の山地には、三方五湖や日本海を展望できる観光道路の三方五湖レインボーラインがある。1968年（昭和43年）の開通時から有料道路だったが、2022年（令和4年）に無料開放された。また、三方五湖周辺には国道162号の道の駅三方五湖、国道27号の五湖の駅、舞鶴若狭自動車道の三方五湖パーキングエリアなどの休憩施設がある。
三方五湖周遊道路
三方五湖周遊道路は日本の道100選のひとつに選出されている。菅・三方・水月の3湖の湖岸を巡る全長23kmのうち、湖の西側10kmは国道162号と福井県道216号常神三方線の2車線道路、湖の東側13kmは若狭町道として整備された自然遊歩道である。

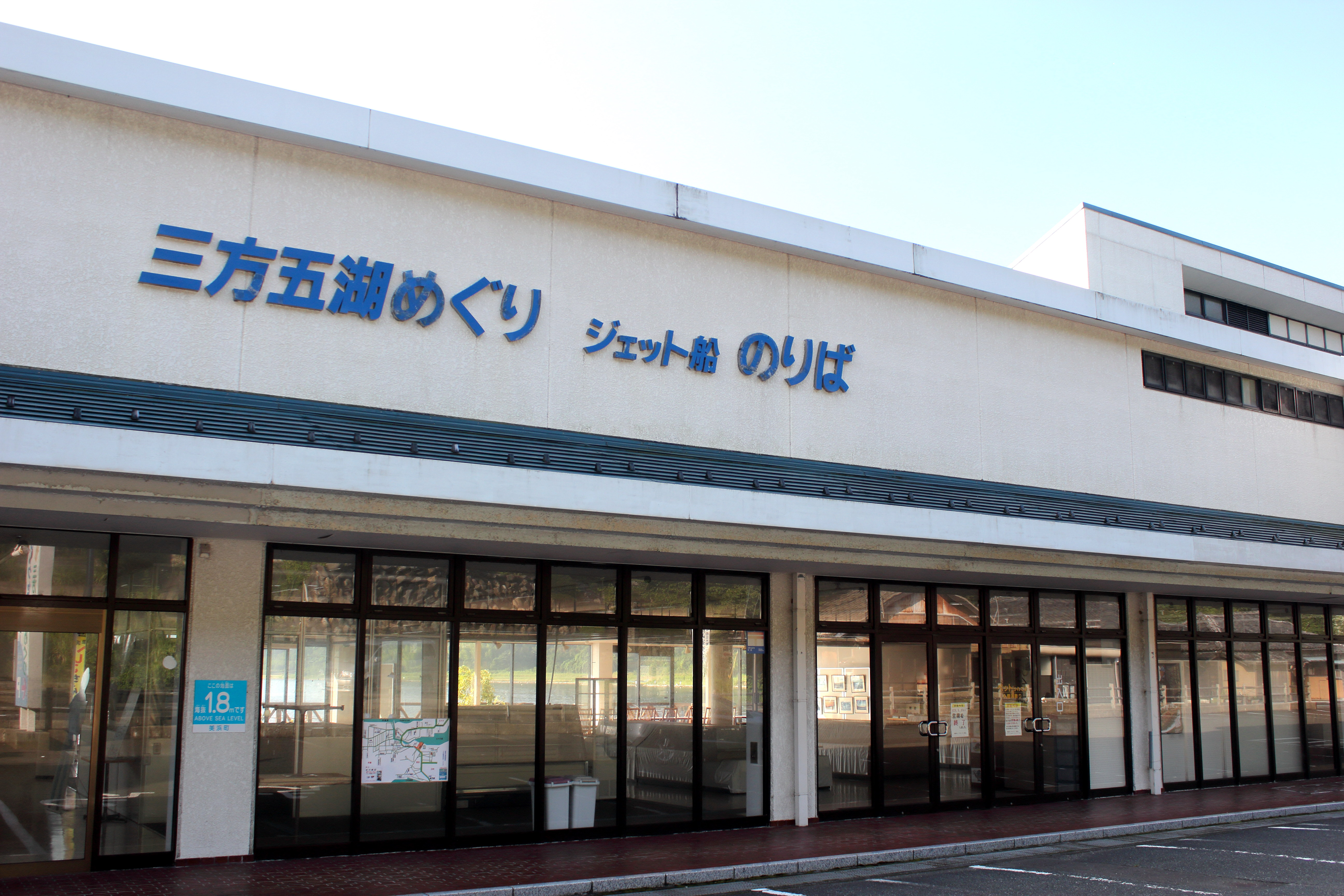
美浜町レークセンター（営業終了）
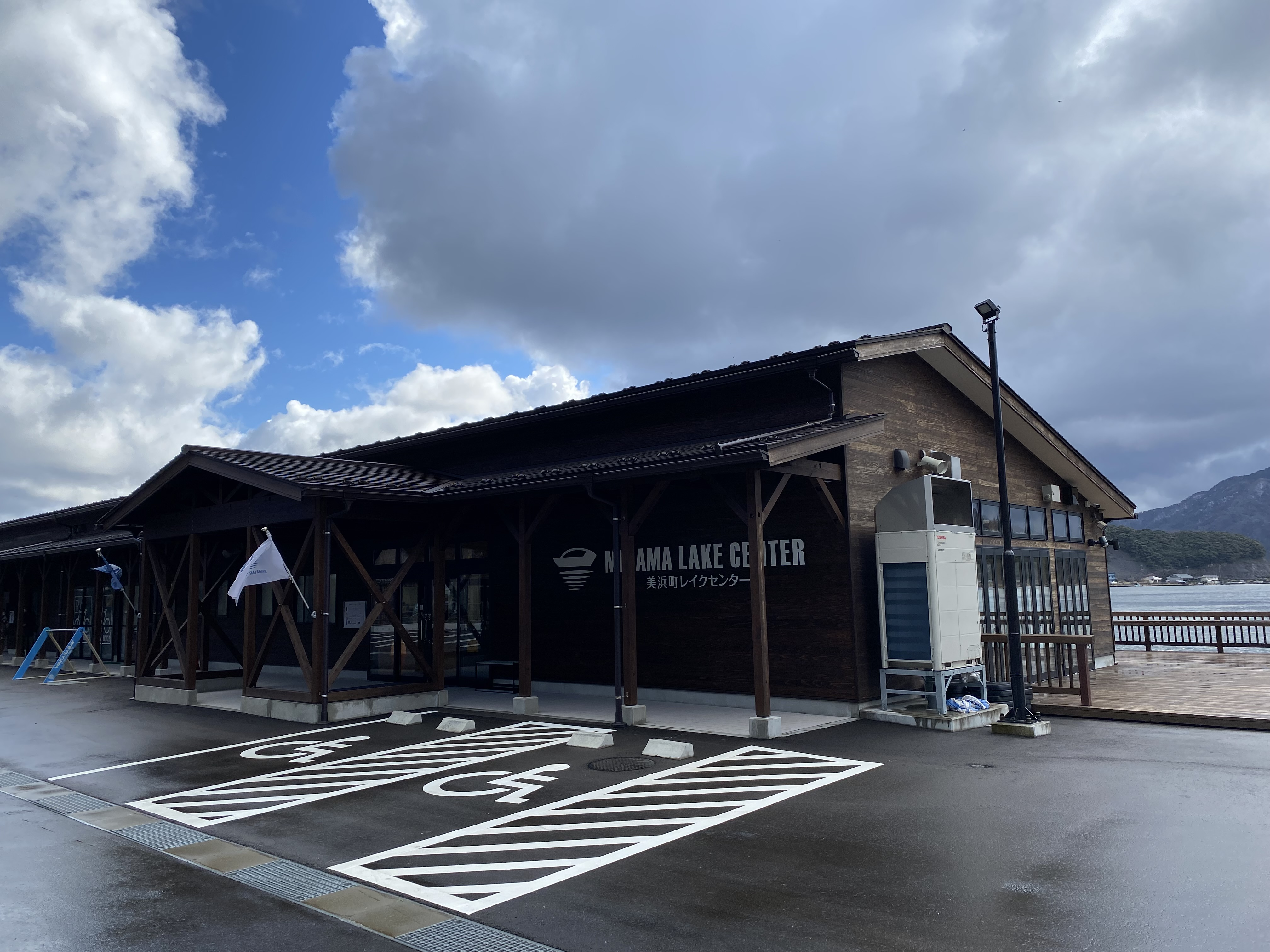
美浜町レイクセンター
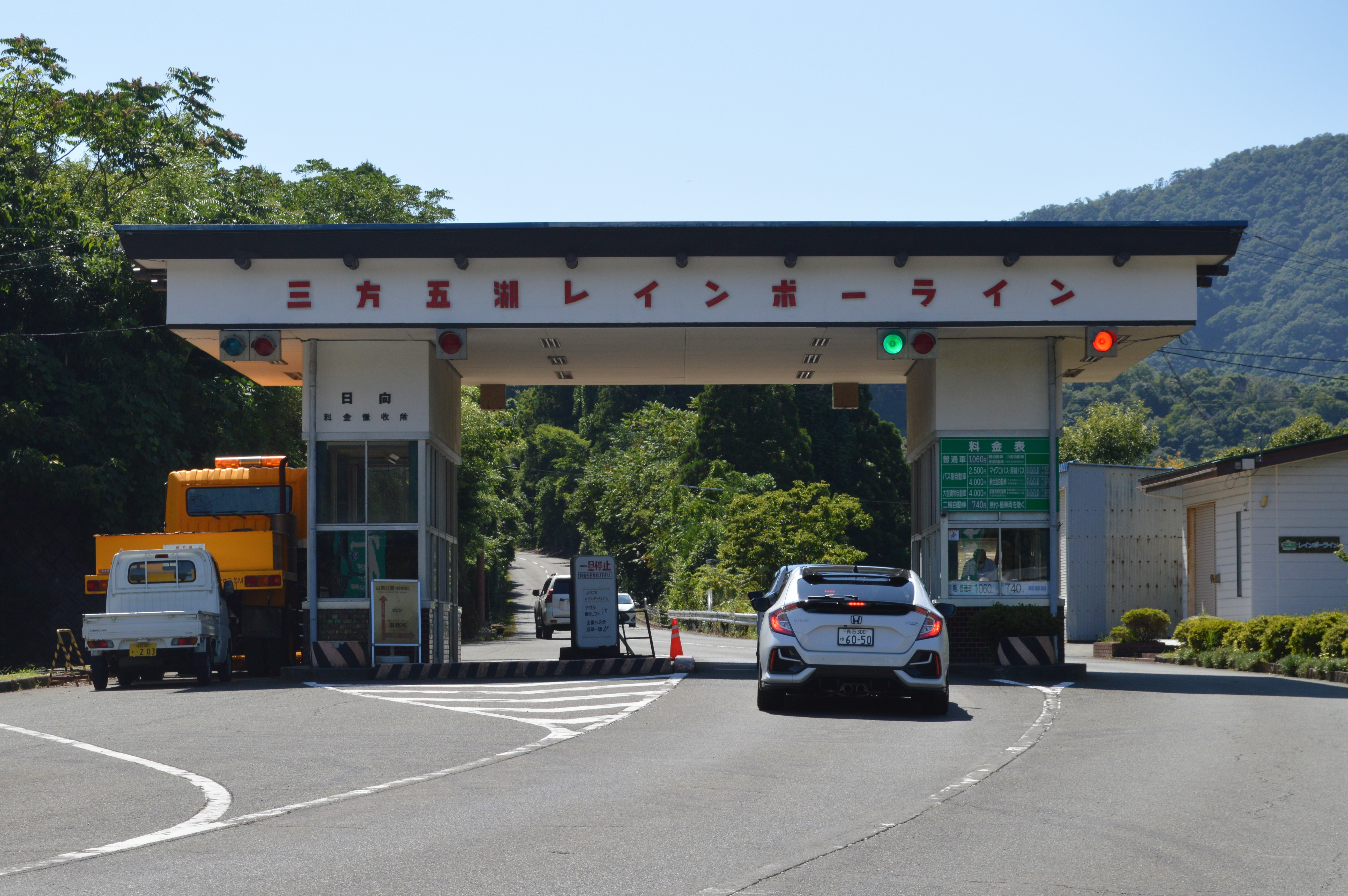
三方五湖レインボーライン
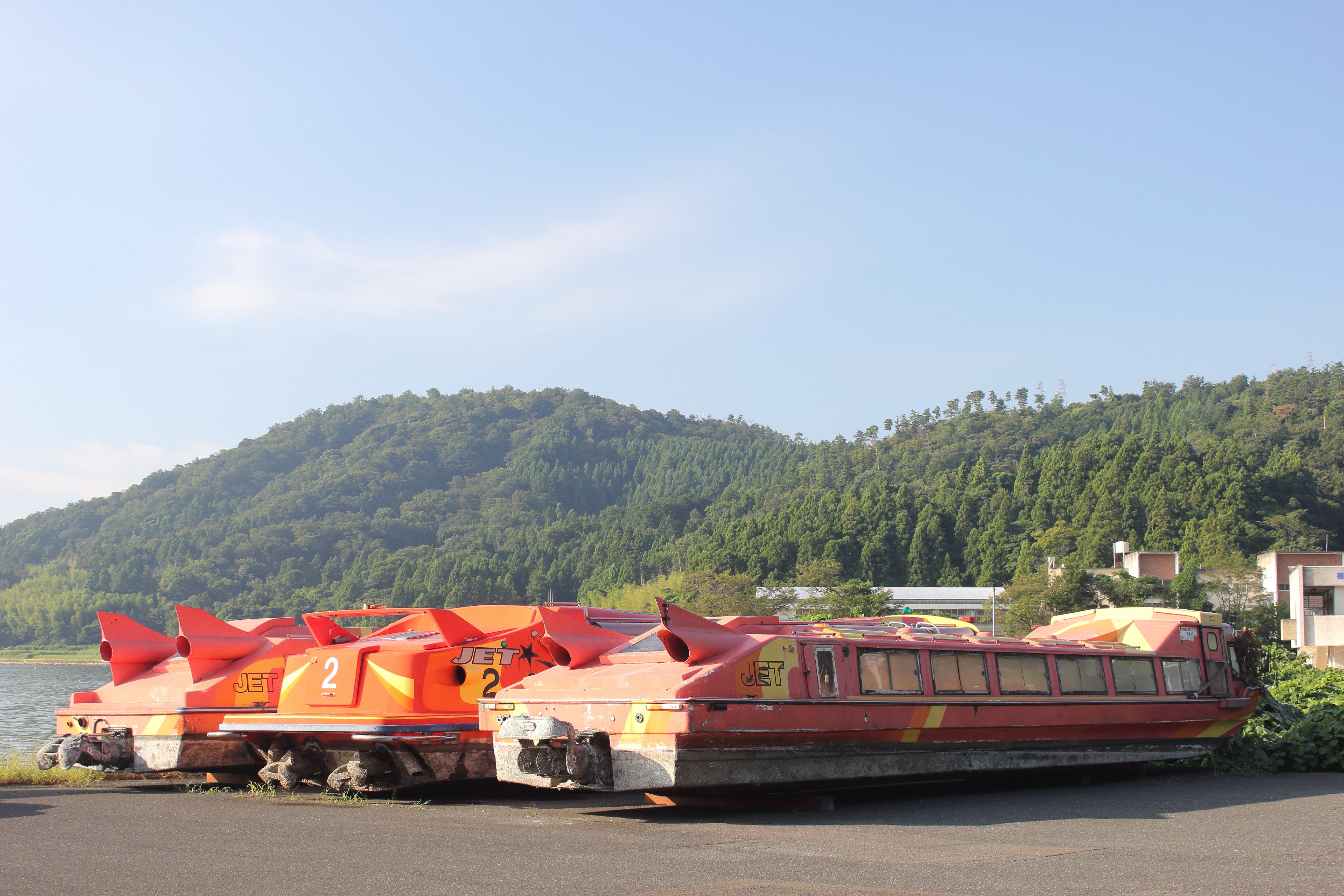
陸揚げされたジェット遊覧船（営業終了）
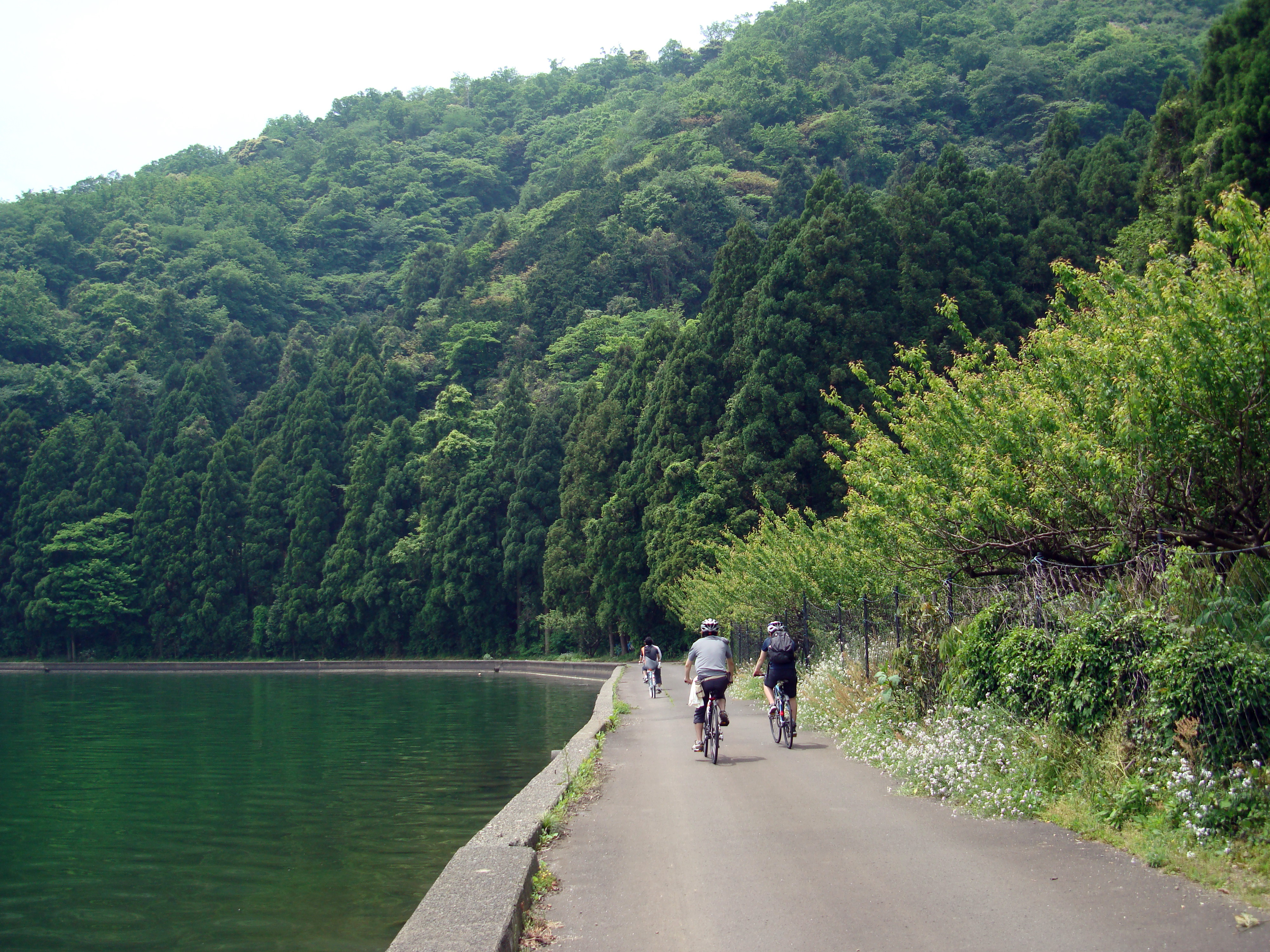
三方五湖周遊道路

## 周辺施設
三方五湖の沿岸には、弘法大師が一夜で観音像を彫ったという伝説があり、手足の不自由な人に御利益があるといわれる三方観音、日本最古の丸太船が出土し縄文時代の遺跡として知られる鳥浜貝塚や、古代の出土品などが展示される若狭三方縄文博物館などがある。
若狭三方縄文博物館
福井県三方上中郡若狭町鳥浜122-12-1。鳥浜貝塚をはじめ「縄文時代」をさまざまな視点からとらえる博物館。入室可能な竪穴建物の原寸大復元模型、古代人の生活の展示、考古学的研究の展示などがある。有料施設。併設されている公園にはアスレチック施設などがあり、また道の駅三方五湖が隣接している。

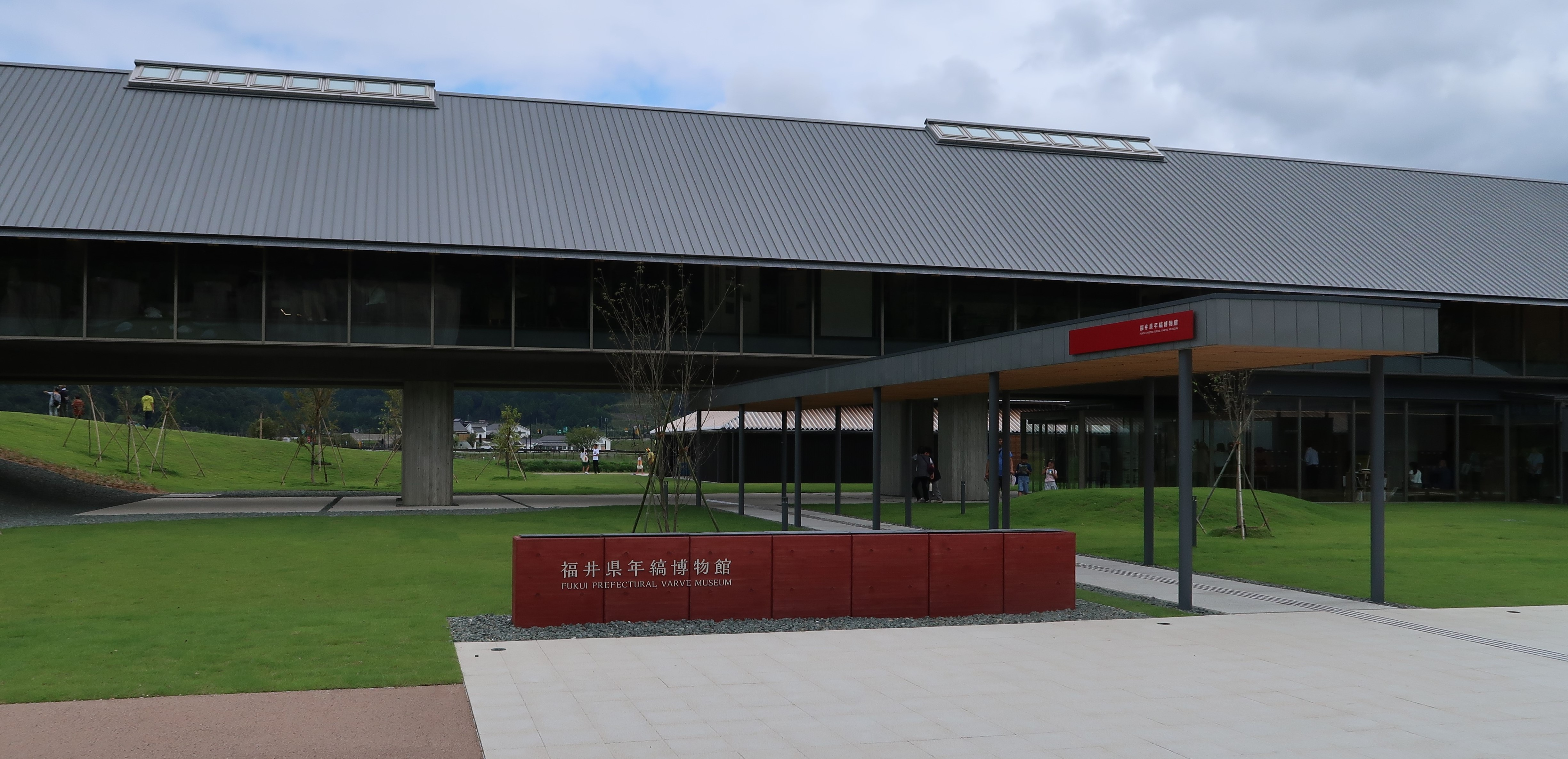
福井県年縞博物館
福井県三方上中郡若狭町鳥浜122-12-1。地誌学および考古学の博物館。三方五湖の一つである水月湖の湖底で発見された、7万年に及ぶ年縞に関する展示・研究を行っている。若狭三方縄文博物館に隣接している。